# 貓盂
貓盂，是臺灣苗栗縣苑裡鎮的一個傳統地域名稱，位於該鎮中部偏西北。相較於今日行政區，其範圍大致包括客庄里、中正里。

## 歷史
台灣清治末期至日治初期，貓盂地區為一街庄，稱為「貓盂庄」，隸屬於苗栗二堡。該庄北與苑裡庄、瓦磘庄為鄰，東與苑裡坑庄、田藔庄為鄰，東南與舊社庄、社苓庄為鄰，南邊為山柑庄，西南邊為房裡庄。
1901年（日治明治三十四年）11月，該庄隸屬於苗栗廳。1909年（明治四十二年）10月，改隸屬於新竹廳。1920年（大正九年），該庄改制為「貓盂」大字，隸屬於新竹州苗栗郡苑裡庄，大字下有「客庄」、「貓盂」小字名。1943年，苑裡庄升格為苑裡街。
戰後苑裡街改制為苑裡鎮，隸屬於苗栗縣，大字亦改制為里。由於都市化發展，本地區西北部已成為苑裡市區的一部分。

## 交通
台鐵海線大致以縱向經過貓盂地區西北角，境內並未設站。苑裡車站在其東北側不遠處，屬三等站，但除少數自強號班次未停靠外，其餘各級列車均有停靠，整體業務量超出三等站的評估標準。
縣道130號是苑裡至大湖八份的道路，大致以西北—東南走向經過貓盂地區中部，向西北可前往苑裡市區，向東南可前往舊社、三義，最終於大湖八份與省道台3線交會。

## 學校
- 縣立苑裡高中
- 客庄國小（大部分）
- 中正國小